# Lambretta (groupe)
Pour les articles homonymes, voir Lambretta.
Lambretta est un groupe suédois de pop rock, originaire de Skaraborg. Il est actif douze ans, entre 1993 et 2005.

## Historique
Le groupe débute en 1993 mais alors sans Linda Sundblad. Elle rejoint le groupe quelque temps, et Linda et le groupe sortent leur premier album Breakfast. Après que Lambretta ai sorti deux autres albums, Linda annonce à la fin de 2005 sa carrière solo. Cela cause la réorganisation des membres de Lambretta avec l'arrêt de ce groupe, et à former un nouveau groupe sous le nom de Psych Onation.
Le 20 septembre 2006, Linda Sundblad sort son premier single Oh Father, qui entre immédiatement en première place des charts en Suède. L'album suivant, Oh My God, sorti en novembre 2006, terminant à la 11e place des charts suédois. Cependant, le style musical n'a pas beaucoup en commun avec celui de Lambretta, Linda Sundblad faisant désorm de la musique pop.
À l'automne 2010, Psych Onation est dissous, et Petter Lantz forme avec l'ancien guitariste de Lambretta Klas Edmundsson, le groupe de rock industriel Maniquin.

## Membres
- Linda Sundblad - chant
- Klas Edmundsson - guitare
- Petter Lantz - basse
- Marcus Nowak - batterie
- Anders Eliasson
- Tomas Persic

## Discographie

### Albums studio
- 1999 : Breakfast
- 2001 : Lambretta
- 2004 : The Fight

### Singles
- 1999 : Blow My Fuses
- 1999 : Absolutely Nothing
- 2000 : I´m Coming Home
- 2001 : Bimbo
- 2001 : Creep
- 2002 : Perfect Tonight
- 2004 : Kill Me
- 2004 : Chemical
- 2005 : Anything